# Kraftwerk Tuilières
Das Kraftwerk Tuilières ist eine französische Talsperre im Département Dordogne (Region Nouvelle-Aquitaine). Das Bauwerk staut und reguliert den Mittellauf der Dordogne. Es liegt im Gemeindegebiet von Saint-Capraise-de-Lalinde (rechtsseitig) und Saint-Agne (linksseitig).

## Etymologie
Das Kraftwerk Tuilières, Französisch Barrage de Tuilières, wurde nach dem unmittelbar flussabwärts liegenden, zur Gemeinde Mouleydier gehörenden Weiler Tuilières benannt.

## Geographie
Das Kraftwerk Tuilières, manchmal auch nur als Singular Kraftwerk Tuilière, liegt in einem Abschnitt erhöhten Gefälles und starker Stromschnellen. Diese werden von dem im Jahr 1844 errichteten Canal de Lalinde umgangen, welcher somit den Gabarren den Schiffsverkehr auf der Dordogne erleichtert.
Das Kraftwerk wird von der EDF betrieben und steht unter der Aufsicht der DREAL Aquitaine.

## Geschichte von 1905 bis 2005
Das Kraftwerk Tuilières wurde zwischen Juni 1905 und Dezember 1908 aus Beton errichtet, aufsichtsführender Ingenieur war Albert Claveille. Das Stauwerk hat eine Gesamtlänge von 105 Meter. Das Turbinenhaus beherbergt zurzeit 8 Kaplan-Turbinen mit einer Gesamtleistung von 32 MW. Sie erzeugen 148 GWh Elektrizität im Jahr. Zum Zeitpunkt seiner Inbetriebnahme im Jahr 1909 versorgte das Kraftwerk nicht nur Bergerac und  Périgueux mit Strom, sondern auch Bordeaux und Angoulême.
Im Februar 1944 sprengten Untergrundkämpfer, Französisch Maquisards, mehrere Turbinen, wodurch die Stromerzeugung vollkommen zum Erliegen kam und somit die für die deutsche Besatzungsmacht arbeitende Sprengstofffabrik in Bergerac lahmlegte.

## Der Unfall vom 29. Januar 2006
Am 29. Januar 2006 gegen 3 Uhr morgens kam es am Kraftwerk zu einem schweren Unfall. An einem der acht Verschlüsse hatten sich beide Gegengewichte gelöst und waren auf den darunterliegenden Schütz gestürzt, der hierdurch zerstört wurde. Als Folge leerte sich das Stauwerk vollständig – innerhalb weniger Stunden waren 5 Millionen Kubikmeter Wasser ausgelaufen. Talabwärts kam es zu einer drastischen Erhöhung der Abflussmenge, die von 140 auf 480 Kubikmeter pro Sekunde anwuchs. Der Wasserspiegel stieg in Mouleydier zwei Kilometer stromabwärts um 1,50 Meter und lag selbst im 13 Kilometer entfernten Bergerac immer noch um 0,9 Meter höher. Die Schäden hielten sich jedoch in Grenzen, da der Wasserstand der Dordogne zum damaligen Zeitpunkt verhältnismäßig tief lag.
In den darauffolgenden Tagen wurden dann vier weitere Verschlüsse geöffnet, um einen ungehinderten Ablauf herzustellen und gleichzeitig den Fischen einen freien Durchzug zu ermöglichen.
Flussaufwärts fand die Dordogne zu ihrem alten Profilverlauf des 19. Jahrhunderts zurück und auch die Stromschnellen wurden erneut sichtbar. Das lakustrine Ökosystem war jetzt grundlegend gestört. So lagen die Uferlinien des Rückstaus 10 Meter über dem Flussbett, weswegen Leckagen aus dem naheliegenden Canal de Lalinde und Abwässer aus Privathaushalten und Industrieanlagen plötzlich sichtbar wurden.
Die Präfektur untersagte daraufhin Fischen und Wassersport im Bereich des ehemaligen Stausees.

## Technische Beschreibung
Um den sehr veränderlichen Abflussmengen der Dordogne Rechnung zu tragen, wurde das Laufwasserkraftwerk mit acht Wehrverschlüssen aus Metall versehen. Die Verschlüsse können auf eine Endhöhe von 17,76 Meter angehoben werden und übertreffen somit die höchsten bisher bekannten Wasserstände der Dordogne von 15 Meter – gemessen im Jahr 1783. Jeder Verschluss kann individuell gesteuert werden. Dies geschieht mittels zweier je 80 Tonnen schwerer Gegengewichte, die sich maximal 30 Meter oberhalb des eingefahrenen Verschlusses befinden.
Komplementär zu den durch Wasserkraft angetriebenen Turbinen war das Kraftwerk seit seiner Inbetriebnahme noch mit einer konventionell-thermischen Kohleheizung ausgerüstet, deren beide Turbinen bei Tiefwasserständen im Sommer oder bei großen Überschwemmungen zusätzlich einsprangen. Diese Zusatzturbinen verrichteten ihren Dienst bis 1950, wurden aber dann demontiert.

### Neukonstruktion
Nach dem Unfall fanden Nachbesserungsarbeiten am Kraftwerk statt, um eine bessere Stabilität gegenüber Erdbeben und tausendjährigen Überschwemmungen zu erzielen. Aus diesem Grund wurde das Stauwerk um vier Meter erhöht. Das System der Gegengewichte wurde aufgegeben. Sämtliche Metallstrukturen wurden von der Firma Joseph Paris aus Nantes erneuert.
Um eine bessere Fischwanderung – vor allem der Lachse – zu garantieren, wurden die Turbinen mit Masken versehen, um so die Schwärme zu den eigentlichen Passagen hin dirigieren zu können. Zum Durchzug der jungen Aale werden jetzt die Turbinen zeitweise auch abgeschaltet.
Die Kosten der Umbauten an Stauwerk und Turbinenhaus betrugen insgesamt 35 Millionen Euro, wobei 5 Millionen Euro allein zur Verbesserung der Fischwanderung ausgegeben wurden. Am 20. Januar 2009 begann der Neustau und die Wiederaufnahme der Stromerzeugung war für den Zeitraum 18. bis 29. Mai 2009 vorgesehen.

## Geologie
Die in Westrichtung fließende Dordogne hat sich bei Saint-Capraise-de-Lalinde um knapp 100 Meter in mesozoische und känozoische Schichten des Aquitanischen Beckens eingeschnitten. Anstehend sind Kalke des Campaniums und kontinentale Sande des Eozäns.
Die Abfolge umfasst im Einzelnen Obercampan (Campanium 5) und Mitteleozän. Das Obercampan beginnt mit 20 Meter mächtigen, gelb bis weißgefärbten bioklastischen Kalken. Darüber folgen 50 Meter an rötlich gefärbten sandigen Kalken, reich an Hohlräumen, kleinen Schrägschichtungen und synsedimentären Rutschungen. Gegen das Hangende erscheinen erneut bioklastische Kalke mit vereinzelten Rudisten-Biostromen. Das fluviatile und diskordant aufliegende Mitteleozän ist 20 bis 40 Meter mächtig und besteht aus Kiesen mit grauen Quarz- oder Quarzitgeröllen an der Basis, gefolgt von grauen bis grünen, feldspathaltigen Sanden und grün-marmorierten Tonen.
Das Flusstal der Dordogne wird von einer 6, stellenweise bis zu 12 Meter mächtigen Alluvialterrasse der letzten Eiszeit (Würm) ausgefüllt, welche neuerdings vom Fluss wieder erodiert wurde. An den Hanglagen sind auch Überreste noch älterer Terrassen erhalten geblieben (Riß und sogar Altpleistozän).

## Ökologie
Um das Fischwandern auf der Dordogne nicht zu unterbinden, war von Anfang an eine Fischtreppe installiert worden. Der ursprüngliche Entwurf war jedoch falsch konzipiert, so dass die Fische das Hindernis nicht überwinden konnten. Eine Abänderung im Jahr 1910 brachte keine Besserung. Es wurde daher im Jahr 1989 ein Hebewerk und 1997 eine neue Treppe hinzugefügt. Dennoch ist nach wie vor ein freier Durchzug noch immer nicht garantiert.

## Photogalerie

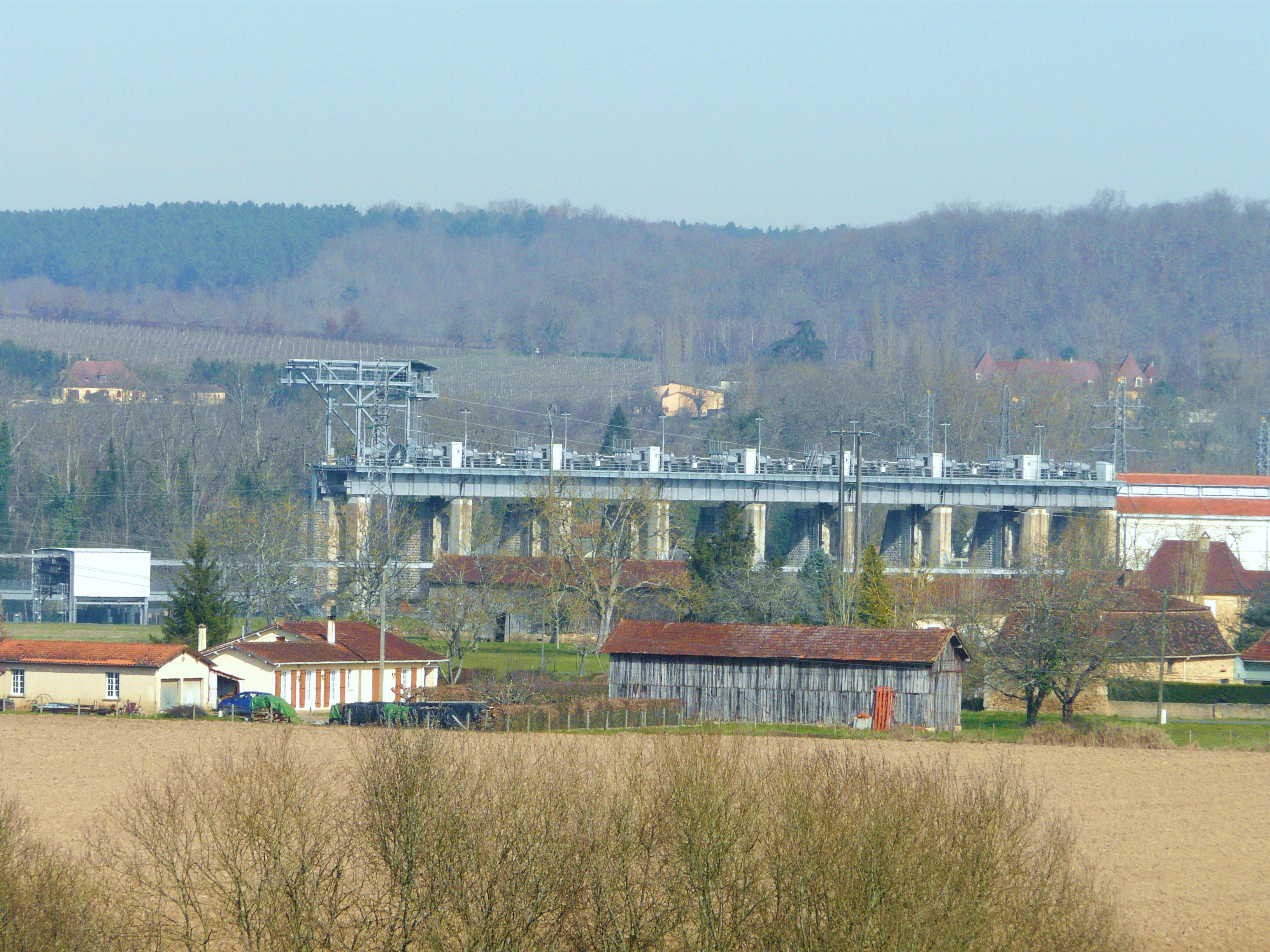
Blick von Saint-Agne auf das Kraftwerk
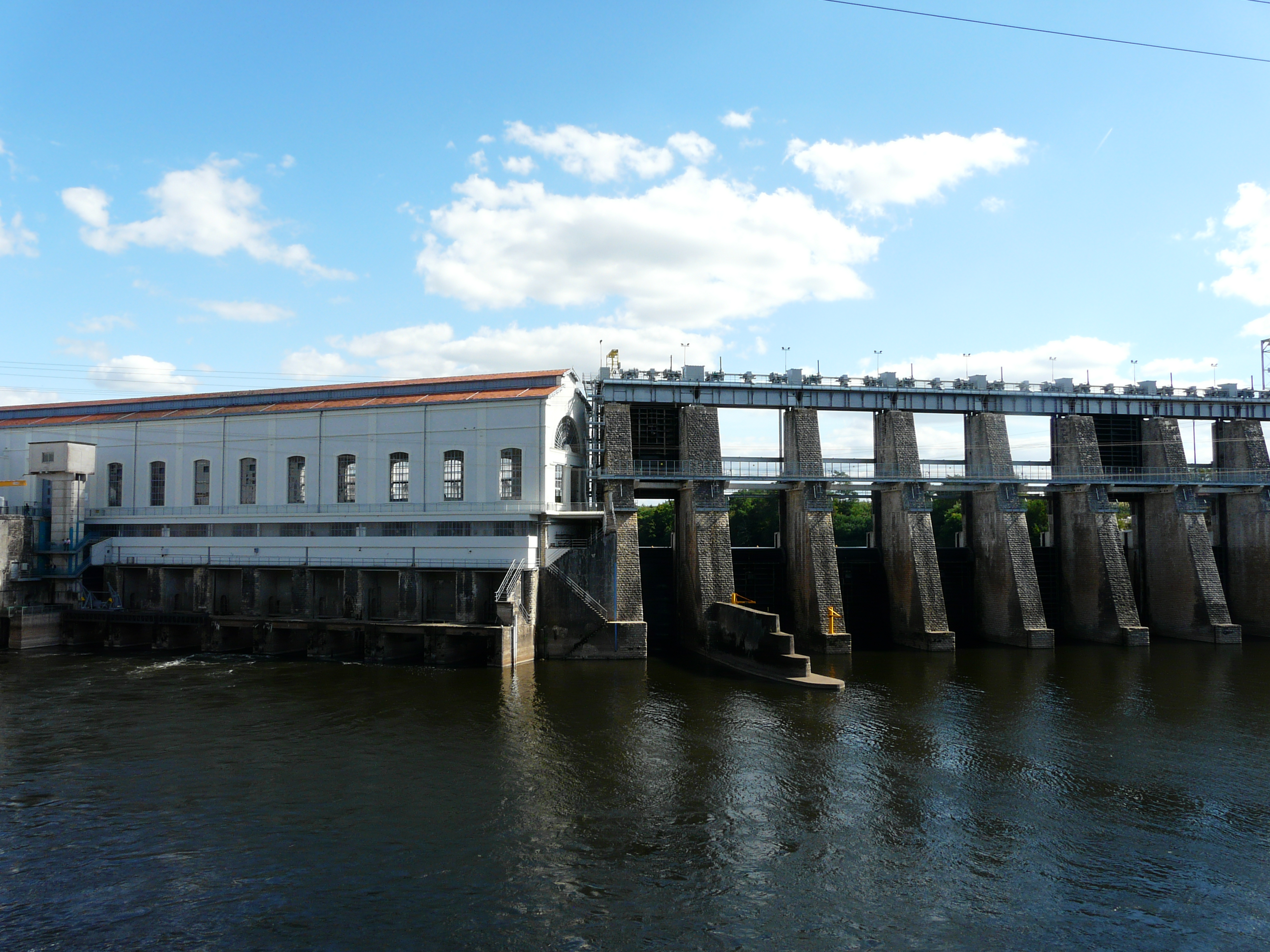
Gesamtkomplex aus Turbinenhaus und Stauwerk
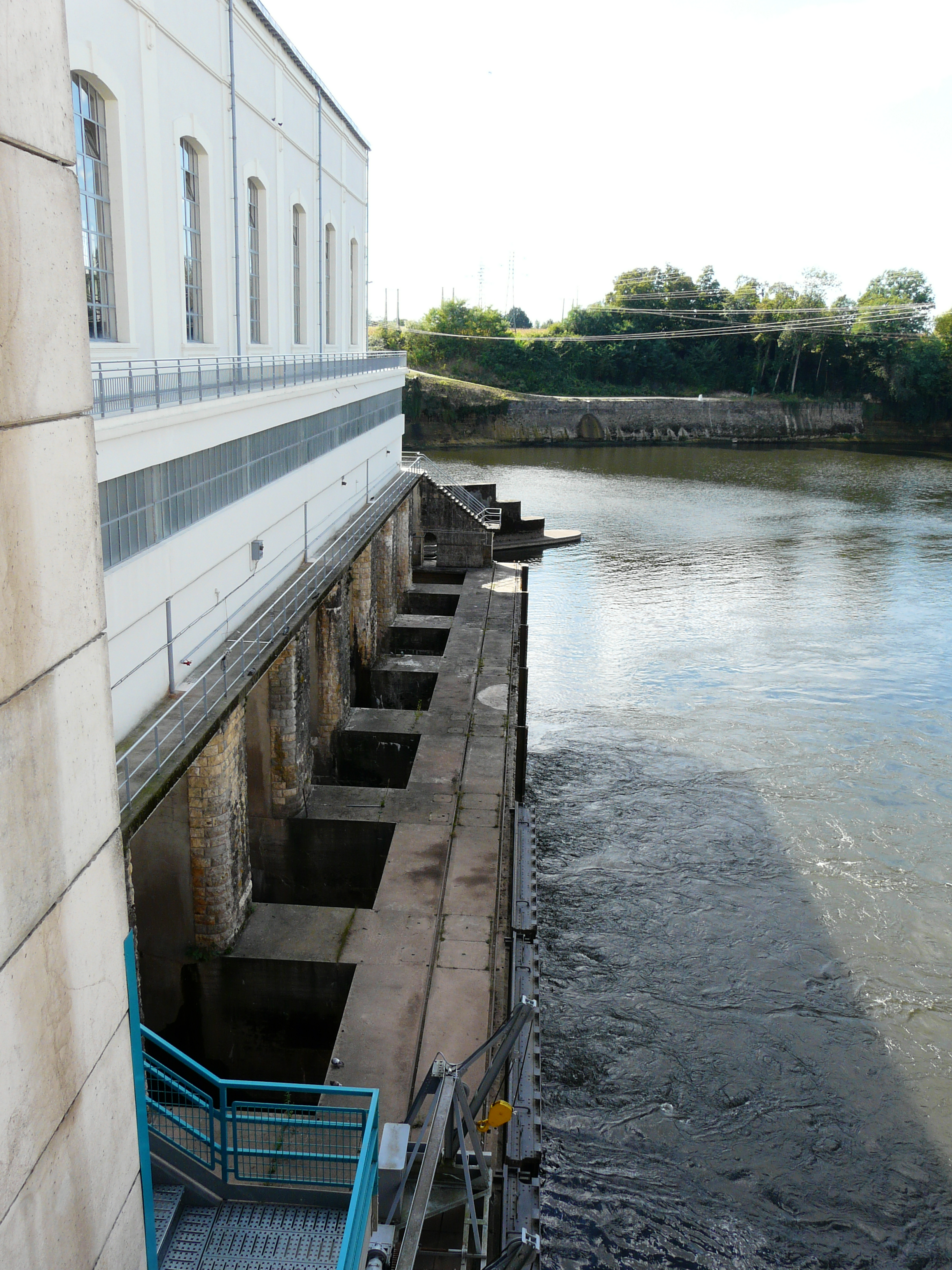
Stromabwärtige Seite des Turbinenhauses
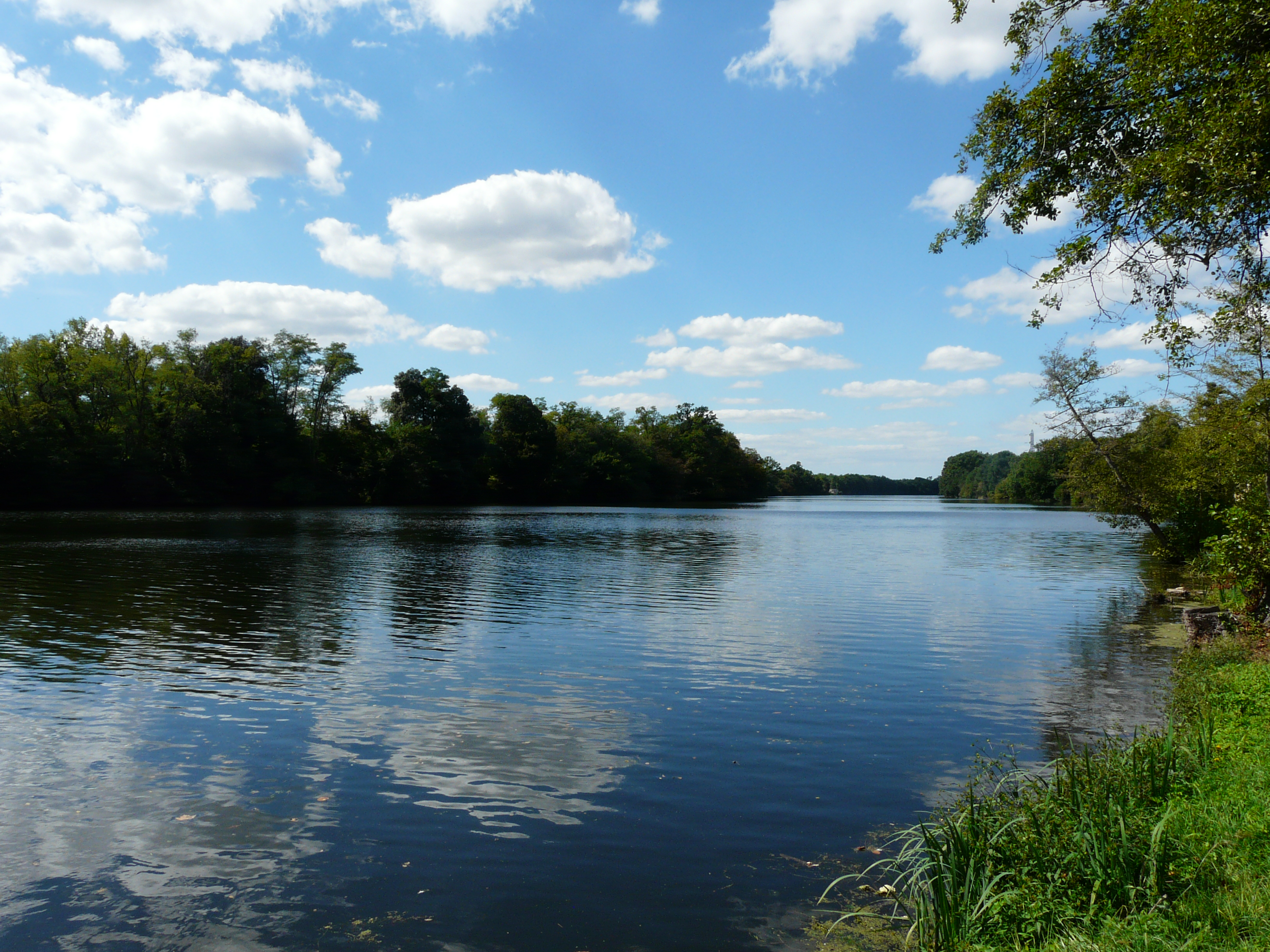
Der Rückstau 2 Kilometer oberhalb des Stauwerks
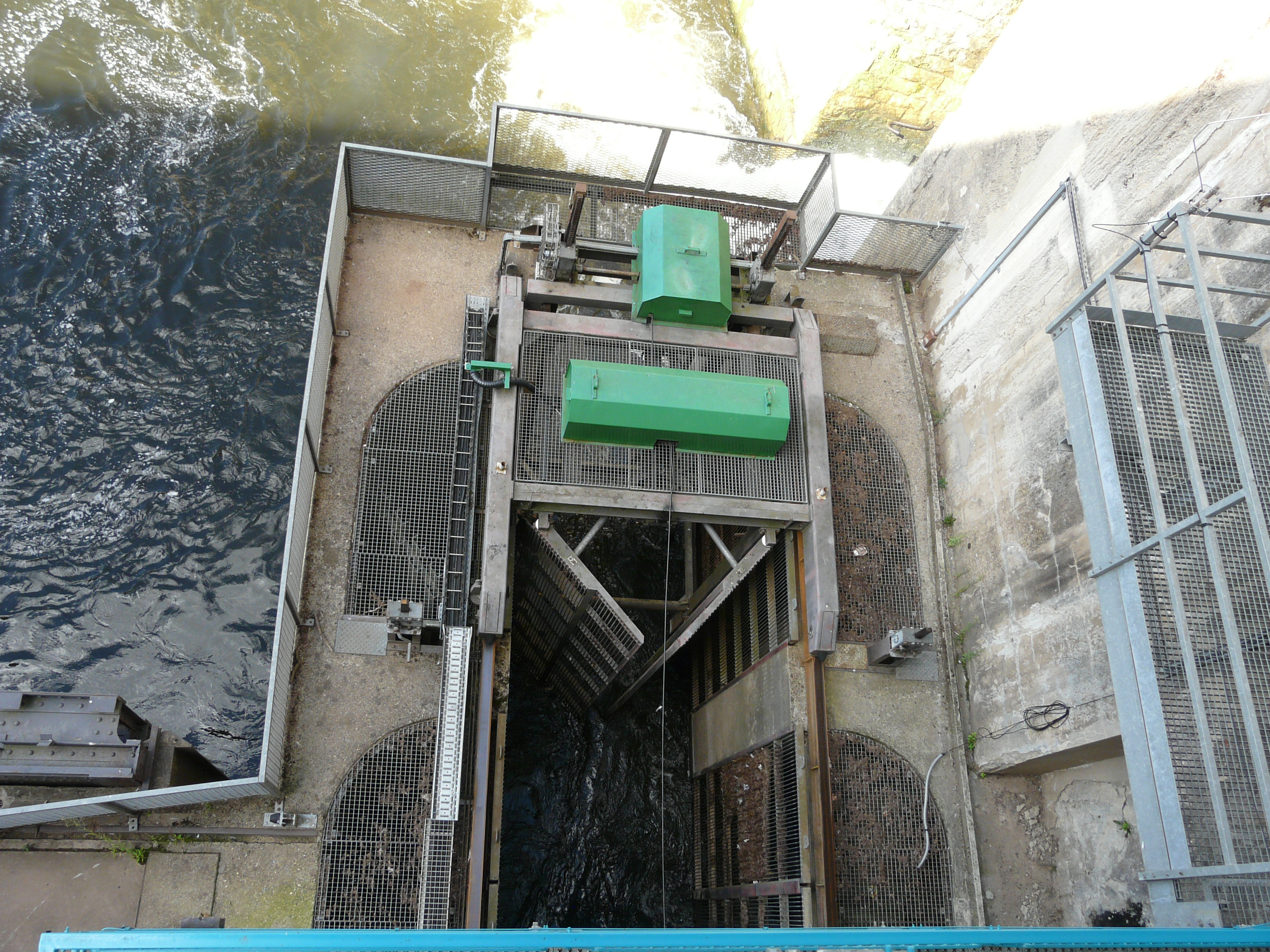
Neu installiertes Fisch-Hebewerk